# Землево
Землево — деревня Борисоглебского района Ярославской области России, входит в состав Инальцинского сельского поселения. 

## География
Расположено в 4 км на юг от центра поселения деревни Инальцино и в 14 км на юго-запад от райцентра посёлка Борисоглебский.

## История
Близ деревни располагалось село Иванково. Одноглавая каменная церковь в этом селе с колокольней во имя Казанской Пр. Богородицы построена была в 1813 году на средства прихожан и, в особенности, помещика села Горы Савина. До этого на месте каменного храма существовали два деревянных церкви: первая — во имя Симеона Богоприимца и Анны Пророчицы, вторая — во имя св. Николая, которые вследствие ветхости были разрушены, а на место их в новосозданной церкви были устроены два придела, посвященные тем же святым.
В конце XIX — начале XX деревня Землево и село Иванково входили в состав Березниковской волости Ростовского уезда Ярославской губернии. В 1885 году в деревне было 36 дворов.
С 1929 года деревня входила в состав Покровского сельсовета Борисоглебского района, с 1935 по 1959 год — в составе Петровского района, с 2005 года — в составе Инальцинского сельского поселения.

## Население
| 1859 | 2007 | 2010 |
| ---- | ---- | ---- |
| 204  | ↘33  | →33  |

## Достопримечательности
Близ деревни в урочище Иванково расположена недействующая Церковь Казанской иконы Божией Матери (1813).